# Auguste Schmidt
Auguste Schmidt, nombre completo, Friederike Wilhelmine Auguste Schmidt, (3 de agosto de 1833, Breslau, luego Alemania ahora Polonia - 10 de junio de 1902, Leipzig, Alemania) fue una pionera feminista, educadora, periodista y activista por los derechos de la mujer alemana.

## Biografía
Era hija del teniente de artillería del ejército prusiano Friedrich Schmidt y su esposa Emilie (nacida Schöps). En 1842 la familia se mudó de Breslau a Poznań, donde de 1848 a 1850 estudió en Luisenschule para ser maestra.
Entre 1850-1855 trabajó como profesora privada para una familia polaca y más tarde en una escuela privada en Upper Rybnik. Luego, de 1855 a 1860, fue maestra en la escuela municipal María Magdalena en Wroclaw. En 1861 se trasladó a Leipzig para convertirse en directora de la " Latzelschen höheren Privattöchterschule " de Leipzig, una escuela privada para niñas.
Desde 1862 fue profesora de literatura y estética en uno de los Mädchenbildungsinstitut (Institutos Educativos de Niñas) de Ottilie von Steyber (1804-1870). Una de sus alumnas fue Clara Zetkin. En 1864 inició una amistad con Louise Otto-Peters.
En 1866, se unió a Louise Otto-Peters para fundar la Allgemeiner Deutscher Frauenverein (ADF), la Asociación General de Mujeres Alemanas, en Leipzig para trabajar por un mejor acceso de las mujeres a la educación superior y las profesiones, así como una mejor legislación protectora para las mujeres trabajadoras. Schmidt y Otto-Peters trabajaron conjuntamente como presidente y editaron el órgano de la casa, Neue Bahnen (New Paths).
En 1869 fundó la asociación de profesores y educadores alemanes y en 1890, junto con Helene Lange, fundó la " Allgemeinen Deutschen Lehrerinnen-Vereins " (ADLV) (Asociación General de Profesores de Alemania).
En 1894, se convirtió en la primera presidenta de la Bund Deutscher Frauenvereine (BDF), la Liga de Asociaciones de Mujeres Alemanas, que reunió a treinta y cuatro grupos de movimientos de derechos civiles de mujeres bajo un organismo de control que en el primer año se expandió a sesenta y cinco.

### Publicaciones
- En 1868, dos novelas:Tausendschön ( Margaritas ) y Veilchen (Violetas)

- En 1895 un cuento: Aus schwerer Zeit ( De tiempos difíciles ),

Se retiró en 1900 y murió en 1902.

## Reconocimientos
En 2003 se colocó una placa de 14 metros de largo en la casa en la que vivió entre 1863 y 1864 en Lortzingstraße 5, Leipzig, para conmemorar su vida.